# Lorette Charpy
Lorette Charpy (ur. 3 grudnia 2001 r. w Annonayu) – francuska gimnastyczka, dwukrotna medalistka mistrzostw Europy.
Ma dwie siostry. Starsza, Séréna, rywalizowała w gimnastyce na poziomie młodzieżowym, zaś młodsza, Grâce, nadal występuje w kadrze francuskiej.